# ホワイト・エアウェイズ
ホワイト・エアウェイズ（White Airways）はポルトガルの航空会社。リスボン近郊に本拠地を置き地中海地域のほか中南米に向けての観光用長距離チャーター便を運航している。

## 概要

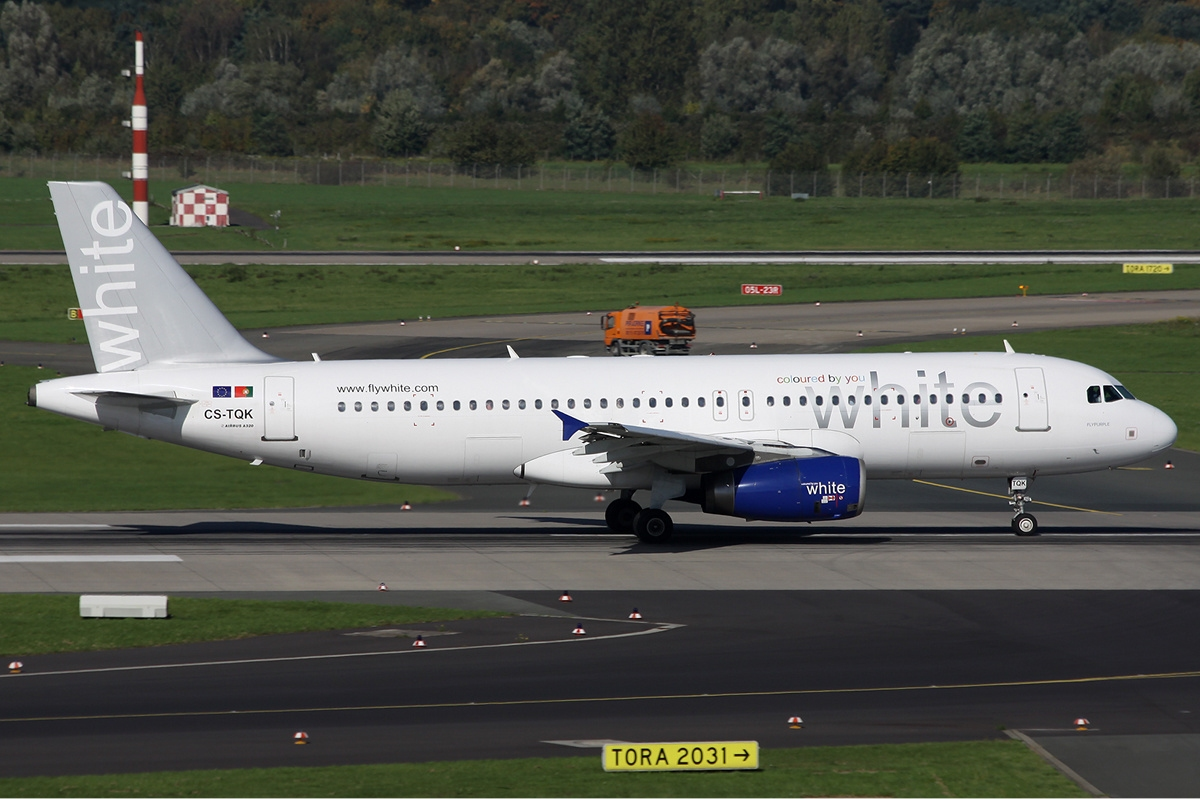
A320-200

ホワイト・エアウェイズは2005年の発足時、ポルトガルの国営航空会社でありスターアライアンスのメンバーであるTAPポルトガル航空とポルトガルの旅行会社であるViagens Abreuが出資して設立されたが、2006年の終わりにポルトガルのマルチセクターであるOmni - Aviacao e Tecnologiaにチャーター部門のみを売却し、チャーター部門が独立する形でOmni社の完全子会社になった。エアバスA310とエアバスA319を使用している。

## 主な目的地
- ブラジル
  - ナタール
  - レシフェ
- メキシコ
  - カンクン
- キューバ
  - バラデーロ
- アメリカ合衆国
  - マイアミ
  - オーランド
  - パームビーチ
- ギリシャ
  - ロドス
  - イラクリオン
- チュニジア
  - チュニス

## 保有機材

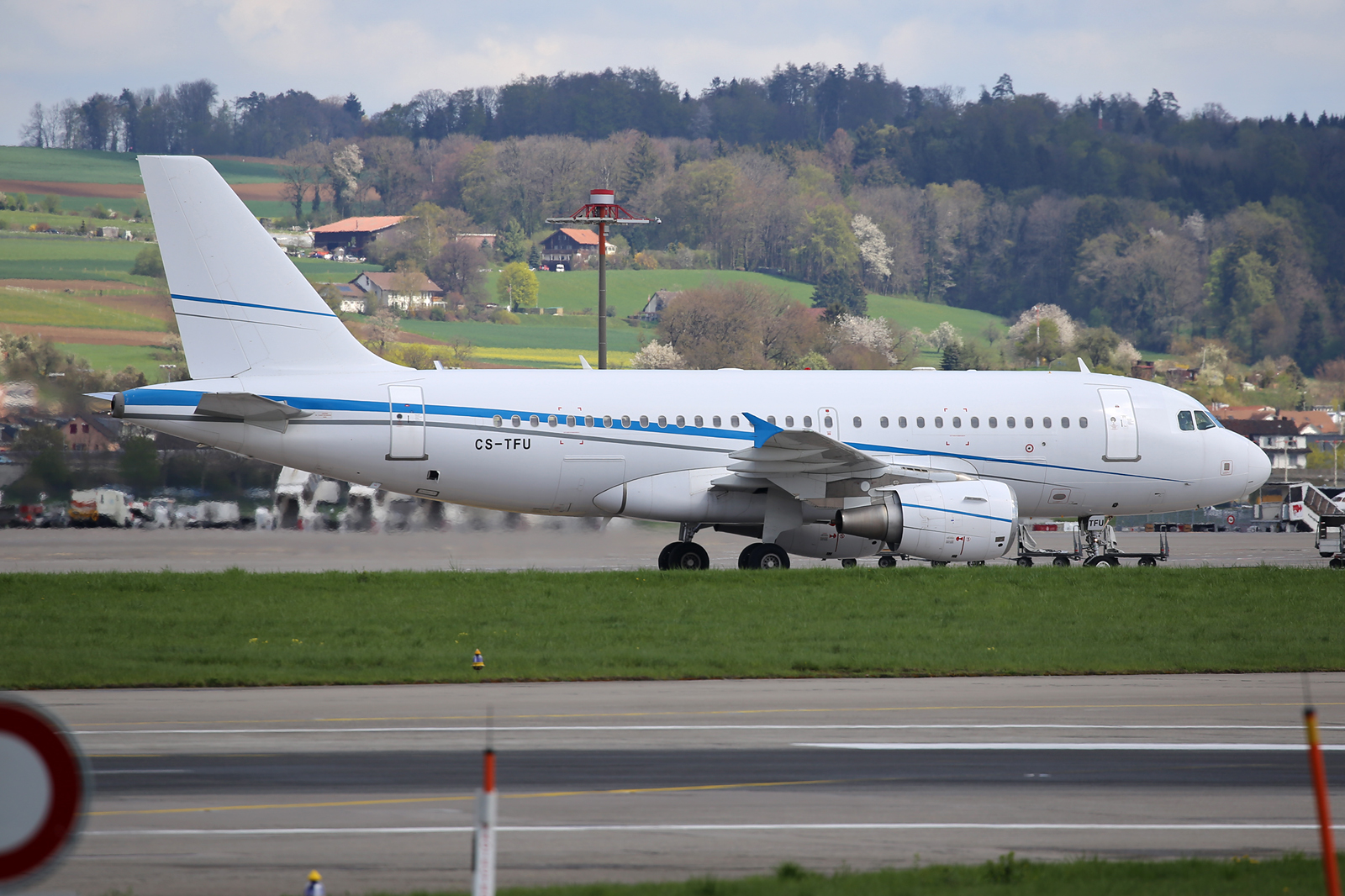
A319-100

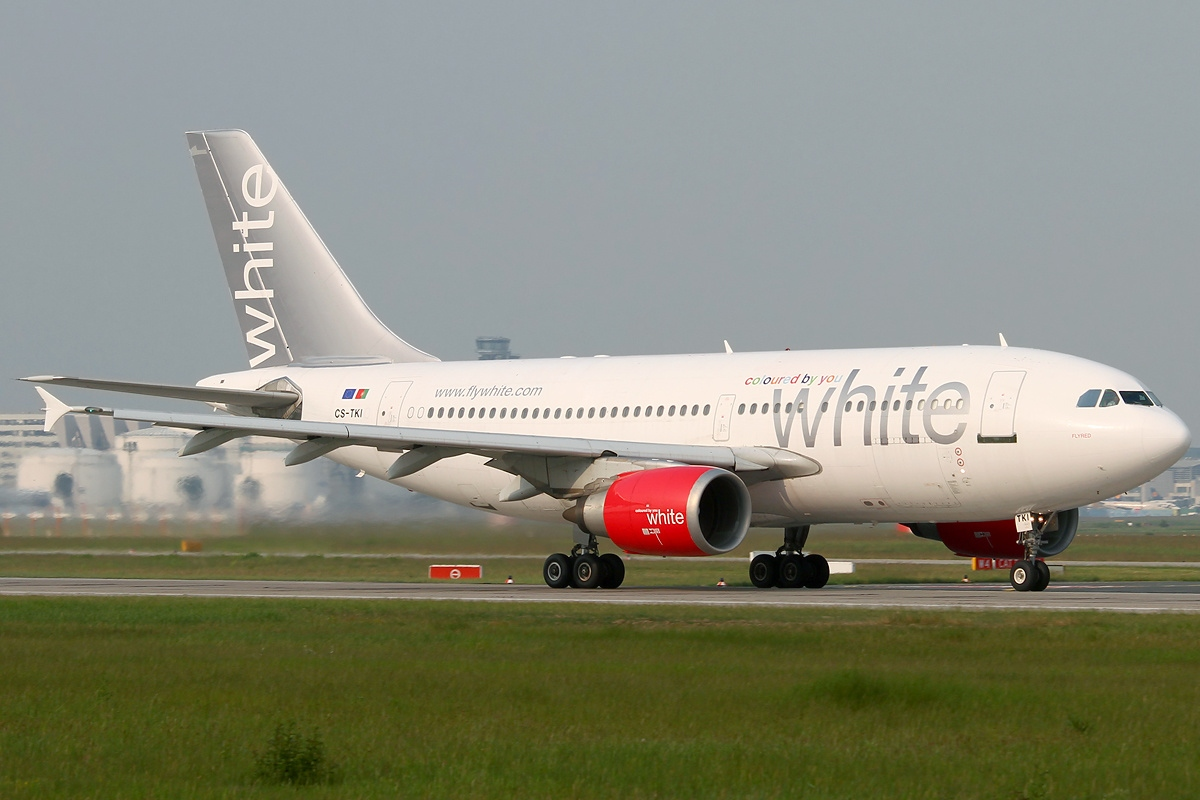
A310-300

ホワイト・エアウェイズではビジネス用のエアバスA319を1機とチャーター用のエアバスA310を4機保有している。このうちエアバスA319に関しては親会社のOmni - Aviacao e Tecnologiaが直接運航している。